# Niederösterreichische Landesbibliothek
Die Niederösterreichische Landesbibliothek (NÖLB) ist eine österreichische, öffentlich zugängliche wissenschaftliche Bibliothek in St. Pölten. Als Landesbibliothek des Bundeslandes Niederösterreich ist sie die Zentral- und Regionalbibliothek für das Land Niederösterreich.
Es handelt sich um eine öffentliche Allgemein- oder Universalbibliothek mit wissenschaftlicher Literatur zu sämtlichen Wissenschaftsgebieten. Einen Schwerpunkt bilden dabei Werke zur niederösterreichischen Landeskunde (die NÖLB ist auch Vereinsbibliothek des Vereines für Landeskunde von Niederösterreich), einen weiteren alle für die Landesverwaltung relevanten Themengebiete (sie ist auch Amtsbibliothek der Niederösterreichischen Landesregierung). Außer rund 365.000 Druckschriftentiteln verfügt die Bücherei über rund 100.000 historische Ansichten von Orten und Bauwerken sowie rund 20.000 Landkarten.
Die Räumlichkeiten der Bibliothek befanden sich seit der Gründung 1813 bis 1967 im ehemaligen Niederösterreichischen Landhaus (heute Palais Niederösterreich) in Wien und von 1967 bis 1996 in einem Gebäude in der Teinfaltstraße, ebenfalls in Wien. 1997 wurde das eigens erbaute, heutige Büchereigebäude im St. Pöltner Regierungsviertel eröffnet. Den Titel Landesbibliothek führt sie seit 1861.
Die Baukosten für die neue Bücherei beliefen sich auf 5,76 Millionen Euro, im Jahr 2001 hat die NÖLB rund 929.000 Euro ausgegeben und rund 8.000 Euro eingenommen. Anfang 2002 waren 21 Personen beschäftigt.

## Lage und Gebäude
Die NÖLB befindet sich im St. Pöltner Regierungsviertel, direkt gegenüber dem Niederösterreichischen Landesarchiv. Ihre Adresse lautet Kulturbezirk 3 (die Postanschrift Landhausplatz 1), sie wird mit anderen umliegenden kulturellen und wissenschaftlichen Einrichtungen zum so genannten Kulturbezirk St. Pölten gezählt.
Baugeschichte
Das vom Architekten des Regierungsviertels Ernst Hoffmann ursprünglich vorgesehene Gebäude, das Bibliothek und Archiv beherbergen sollte, erwies sich als zu klein konzipiert. Nach einer neuerlichen Ausschreibung erhielt der Architekt Paul Katzberger den Auftrag für beide Bauwerke, nach seinen Plänen führte die Architektin Karin Bily den Bibliotheksbau aus. 1994 wurden die Baukosten für die NÖLB und das NÖ Landesarchiv zusammen mit 209 Millionen Schilling (rund 15 Millionen Euro) veranschlagt, die tatsächlichen Baukosten für die NÖLB beliefen sich auf 5,76 Millionen Euro.
Das Bibliotheksgebäude
Das Bauwerk erreicht eine maximale Höhe von 15,7 m, weist eine verbaute Fläche von rund 1.400 m² und eine Gesamtnutzfläche von 5.700 m² auf (die Bruttogeschoßfläche beträgt 6.900 m²). Es hat drei Ebenen, ein begehbares Flachdach und darunter liegt ein Teil der Tiefgarage des Regierungsviertels. Der für die Leser öffentlich zugängliche Bereich befindet sich im Obergeschoß. Er besteht aus einem Lesesaal mit Informationsschalter, Carrels, Benutzerarbeitsplätzen, Computern für die Recherche im Bibliothekskatalog und einer Freihandaufstellung mit rund 30.000 Buchbänden. Um den Lesesaal herum befinden sich die Topographische Sammlung, die Kartensammlung, der Zeitschriftenlesesaal, ein Vortragsraum und das Zeitschriftenmagazin. Im Erdgeschoß liegen der Haupteingang, ein Veranstaltungsraum und der Verwaltungstrakt, in dem sich auch eine Restaurierwerkstatt sowie das Niederösterreichische Volksliedarchiv befinden. Das Untergeschoß liegt auf Straßenniveau und beinhaltet die beiden Hauptmagazine der Bibliothek. Die Hauptmagazine sind mit Rollregalen ausgestattet und bieten auf etwa 1000 m² Raum für etwa 13.000 Laufmeter Stellfläche. Während die Freihandaufstellung und die aufliegenden Zeitschriften systematisch angeordnet sind, folgt die Aufstellung in den Magazinen der Anordnung nach fortlaufender Nummer.
Restaurierwerkstatt und Niederösterreichisches Volksliedarchiv
In der im Erdgeschoß liegenden Restaurierwerkstatt werden sowohl Bücher als auch Grafiken, Aquarelle, Holzschnitte, Kupferstiche, Lithographien, Radierungen etc. (auch anderer Landesdienststellen wie des Landesmuseums und des Landesarchivs) gepflegt und restauriert. Ebenfalls im Erdgeschoß gibt es Arbeitsplätze, die vom Niederösterreichischen Volksliedarchiv genutzt werden. Ein 1999 geschlossener Vertrag zwischen NÖLB und der Volkskultur Niederösterreich BetriebsGmbH ermöglicht die Lagerung des Bestands im Magazin der Bibliothek, das vom Personal der Volkskultur Niederösterreich BetriebsGmbH verwaltet wird.

## Bestand

### Druckschriftensammlung
| Jahr | Kauf  | Geschenk | Pflicht- exemplare und Tausch | Gesamtbestand an Buchbänden mit Jahresende |
| ---- | ----- | -------- | ----------------------------- | ------------------------------------------ |
| 1998 | 3.006 | 2.339    | 3.041                         | 204.252                                    |
| 1999 | 1.696 | 2.895    | 1.850                         | 210.693                                    |
| 2000 | 2.227 | 3.717    | 1.971                         | 218.608                                    |
| 2001 | 2.512 | 3.313    | 2.686                         | 227.119                                    |

Die Druckschriftensammlung umfasste Ende 2012 einen Bestand von 365.000 Druckschriftentiteln. Sie enthält Druckwerke, darunter Flugblätter und Plakate, aber auch audiovisuelle Medien (Schallplatten, Compact Discs, Kompaktkassetten, Disketten und Videokassetten). Den Schwerpunkt bilden die Buchsammlung sowie Zeitungen und Zeitschriften. Der Bestand vergrößert sich durch Ankäufe, Tausch, Pflichtexemplare und Geschenke. Bei den Büchern fallen vor allem Geschenke und der laufende Ankauf ins Gewicht, bei den Periodika die Pflichtexemplare. Die Zuwachsrate des Buchbestands ist steigend (siehe Tabelle), der Bestand an bibliographischen Einheiten bei den Periodika stieg von rund 3200 im Jahr 1998 auf 3800 im Jahr 2001. Die Sammlung audiovisueller Medien umfasste 2001 etwa 640 Stück.
Einen Schwerpunkt bilden so genannte Unterennsia (Werke über Niederösterreich, Werke von gebürtigen Niederösterreichern, in Niederösterreich gedruckte oder verlegte Bücher), so ist die landeskundliche Literatur des 20. Jahrhunderts ziemlich lückenlos vorhanden, vom Bestand bis 1900 stellte sie 1992 11,6 %.
Zeitungen und Zeitschriften
Gesammelt werden etwa 4000 Zeitungen und Zeitschriften, jährlich treffen rund 40.000 Hefte ein. Die neuen Hefte liegen im Zeitschriftensaal auf, in regelmäßigen Zeitabständen werden sie gebunden und in ein Zeitschriftenmagazin gebracht.

### Sondersammlungen
Die NÖLB beherbergt neben den Buch- und Zeitschriftenbeständen zwei große Sondersammlungen (Kartensammlung und die Topographische Sammlung) sowie einige kleinere Sondersammlungen. Die Burgenkundliche Sondersammlung wurde 2001 aufgelöst.
Kartensammlung
Die Kartensammlung der NÖLB umfasst Landkarten, Pläne und Atlanten. Anfang 2013 umfasste sie rund 22.000 Kartenblätter, und 700 Atlanten.
Die Grundlage der späteren Sammlung bildete ein Auftrag der niederösterreichischen Landstände im Jahr 1669, eine Karte des Erzherzogtums Österreich unter der Enns anzufertigen. Sie erschien bereits 1670, eine Karte der zweiten Auflage von 1697 gelangte aus dem Besitz der Landstände später in den der NÖLB. Im ersten gedruckten Bibliothekskatalog von 1874 ist bereits ein Abschnitt Landkarten, Pläne und bildliche Darstellungen mit 64 Titeln zu finden und ein Jahr später wird eine kartographische Abteilung der Bibliothek erwähnt. 1992 umfasste die Sammlung rund 2100 Kartentitel mit etwa 12.300 Blättern (von ihnen stammten 1600 aus der Zeit vor dem 20. Jahrhundert) und 135 Atlanten, darunter etwa der Atlas curieux Gabriel Bodenehrs. Vorwiegend handelt es sich um Karten Niederösterreichs, die älteren von ihnen wurden von den niederösterreichischen Landständen in Auftrag gegeben. Aus dieser Zeit gibt es etwa Grenzstreitigkeitskarten, einen weiteren Schwerpunkt bilden Flussregulierungs- und Straßenbaupläne, die aus der Wasserbau- und der Straßenbaudirektion Niederösterreichs stammen.
Topographische Sammlung
Die so genannte Topographische Sammlung ist eine Sammlung von alten Ansichten (Kupferstiche, Zeichnungen, Aquarelle, Fotos, Ansichtskarten etc.) vor allem von Orten und Bauwerken. Ende 2011 bewahrte sie rund 26.000 Blätter und 61.000 Ansichtskarten auf.
Wie bei der Kartensammlung bildeten auch bei der Topographischen Sammlung solche Exemplare die Grundlage, die die niederösterreichischen Landstände bereits im 17. Jahrhundert erworben hatten. Als Gründungsjahr dieser Sammlung kann man das Jahr 1876 ansehen, in dem Albert Camesina, Mitglied des Vereins für Landeskunde von Niederösterreich, eine erste Ausstellung von alten Ansichten Niederösterreichs anregte. 1887 zählte die Sammlung etwa 1300 Blatt, nach zahlreichen Ankäufen und Übernahmen waren es 1992 schon rund 20.000 Ansichten sowie 51.000 Fotografien und Ansichtskarten. Es handelt sich sowohl um Werke unbekannter Künstler wie um wertvollere Werke, etwa von Matthäus Merian, Georg Matthäus Vischer, Jakob Alt, Jakob Alt, Joseph Höger, Friedrich Gauermann und Johann Josef Schindler.
Kleinere und ehemalige Sondersammlungen
Die Porträtsammlung wird ab 1890 erwähnt und bestand 1992 aus rund 3700 Porträts, vorwiegend aus dem 19. Jahrhundert. Sie zeigen Mitglieder des Kaiserhauses, geistliche und weltliche Würdenträger des Landes Niederösterreich sowie Adelige, Künstler und Politiker.
Die Exlibrissammlung hat ihren Ursprung im Jahr 1974, in dem der Niederösterreich-Teil eines Tiroler Apothekers angekauft wurde. Die NÖLB erwarb damals 137 Bibliothekszeichen und Bucheignervignetten (Holzschnitte und Kupferstiche), 1992 umfasste die Sammlung 427 Blätter, die ältesten stammten bereits aus dem 16. Jahrhundert.
Die Kupferplatten- und Druckstöckesammlung zählte 1992 352 Kupferplatten aus dem 17. bis. 19. Jahrhundert. Neben Druckplatten der Niederösterreich-Karten und Topographien von Georg Matthäus Vischer gehören ihr auch Kupferplatten, die zur Illustration der gedruckten Erbhuldigungen im Erzherzogtum Österreich unter der Enns verwendet wurden.
Die ehemalige Burgenkundliche Sammlung wurde 1930 von Forschern als Hilfsmittel zur Erforschung niederösterreichischer Burgen und Wehrbauten initiiert und kam 1936 an die NÖLB. 1941 wurde die Sammlung als Burgenarchiv bezeichnet und befand sich später, von 1951 bis 1984, im NÖ Landesmuseum. 1984 wanderte es in die NÖLB zurück, nach der Pensionierung des letzten Leiters wurde es 2001 aufgelöst und die Bestände auf die anderen Sammlungen aufgeteilt. 1992 umfasste die Sammlung rund 21.000 Ansichten, 1700 Zeitungsausschnitte, 800 Pläne und Karten, 5000 Negative, 2300 Diapositive und 2000 Korrespondenzmappen zu den Burgen-Objekten Niederösterreichs.

### Bedeutende Objekte
1992 wurden rund 9500 Titel (das waren 11,4 % des Buchbestands) gezählt, die vor 1901 erschienen. Davon waren fünf Inkunabeln (darunter eine Erstausgabe der 1493 erschienenen Schedelschen Weltchronik), rund 150 Titel stammten aus dem 16. Jahrhundert, 400 aus dem 17., 1200 aus dem 18. und 7800 aus dem 19. Jahrhundert.
Das älteste Buch im Bestand ist Sermones aurei de sanctis (Goldene Predigten von den Heiligen) von Leonardus de Utino, das 1475 in Venedig gedruckt wurde.
Im Besitz der NÖLB befindet sich auch das älteste im Gebiet des heutigen Niederösterreich gedruckte Buch, nämlich das Marienverehrungsbuch Quodlibetica decisio perpulchra et devota de septem doloribus Christifere Virginis Mariae von Michael Franciscus de Furno ab Insulis. Es erschien erstmals 1495, die NÖLB besitzt eine 1501 in Schrattenthal gedruckte Ausgabe.
Die erstmals 1670 erschienene, älteste Niederösterreich-Karte Archiducatus Austriae inferioris geographica et noviter emendata accuratissima descriptio von Georg Matthäus Vischer ist in einer Ausgabe von 1697 vorhanden.

## Digitalisierungsprojekte
Die umfassendste Digitalisierungsaktivität der NÖLB ist die Digitalisierung topographisch-historischer Ansichten und Karten (DITHAKA). In ihrem Rahmen werden seit Anfang des 21. Jahrhunderts mithilfe von Flachbettscannern digitale Fotoreproduktionen von topographischen Ansichten und Landkarten erstellt. Die fertigen Scans werden kontinuierlich in den Onlinekatalog eingepflegt. 2005 waren etwa 10 % (= 10.000 Objekte) der Topographien und eine Landkarte gescannt. Die mit digitalen Wasserzeichen versehenen Digitalisate sind mit einer Punktdichte von 72 dpi frei im Internet abrufbar, ohne Wasserzeichen und in einer höheren Qualität von 300 dpi käuflich erwerbbar. Zurzeit (2013) werden Objekte der Kartensammlung, außerdem rund 60.000 Ansichtskarten durch ein Fremdunternehmen digitalisiert, außerdem die Zeitschrift Unsere Heimat und das Jahrbuch für Landeskunde von Niederösterreich.
In Kooperation mit dem Zeitschriftendigitalisierungsprojekt ANNO wurde 2004 das niederösterreichische Landesgesetzblatt von 1849 bis 1971 digitalisiert und online verfügbar gemacht.

## Betriebswirtschaft, Organisation und Rechtliches

### Einnahmen, Ausgaben und Beschäftigte
Im Jahr 2001 nahm die NÖLB 7.713 Euro ein, wovon allerdings ein Lohnkostenzuschuss über 3.200 Euro ausmachte. Knapp 4.500 Euro wurden von den Bibliotheksbenützern erhoben, davon über 2.000 Euro durch Gebühren für Fotokopien und CDs mit eingescannten Bibliotheksexponaten. In etwa 2.500 Euro entfielen auf Mahngebühren, Gebühren für die Ausstellung von Benutzerausweisen und Ähnliches. Den Einnahmen von rund 7.700 Euro standen Ausgaben in der Höhe von 928.515 Euro gegenüber. Unter den Ausgaben bildeten die Gehälter des Personals mit etwa 769.000 den mit Abstand größten Posten. Der Personalaufwand hält damit bei fast 83 % der Ausgaben, auf den Sachaufwand entfielen etwa 17 %. Der Ankauf von Büchern und Periodika machte dabei etwa 119.000 Euro aus, die restlichen Kosten des Sachaufwands entfielen vor allem auf die technische Ausstattung, Büromittel und Buchbindearbeiten.

### Organisation
| Jahre          | Bibliotheksdirektor  |
| -------------- | -------------------- |
| 1948–1969      | Josef König          |
| 1969–1975      | Rudolf Kreitmayr     |
| 1976/1978–1989 | Eduard Ronge         |
| 1989–1996      | Hermann Riepl        |
| 1996–2011      | Gebhard König        |
| seit 2011      | Hans-Joachim Alscher |

Den Titel Landesbibliothek führt die Bibliothek seit 1861. Bis 2011 war sie eine eigenständige Abteilung des Amtes der NÖ Landesregierung, seither ist sie Bestandteil der Abteilung NÖ Landesarchiv und NÖ Landesbibliothek, die vom Archivdirektor Willibald Rosner geleitet wird. Bibliotheksdirektor ist seit 2011 Hans-Joachim Alscher. Seit 1945 ist jeweils ein Mitglied der Niederösterreichischen Landesregierung für die NÖLB zuständig. Die NÖLB besteht aus den drei Referaten Bestandsaufbau und Erschließung, Erwerbung und Benutzung und Magazindienst. 2001 waren dem Bibliotheksdirektor die Stabsstellen Kreditverwaltung, Kanzlei, Restaurierungswerkstätte, EDV- und Internetkoordination, darüber hinaus auch der Fachbereich Erwerbung direkt unterstellt. Weitere Fachbereiche waren die Druckschriftensammlung (unterteilt in Formalerschließung, Sachkatalogisierung, Zeitschriften und Benützung), die Topographische Sammlung und die Kartensammlung. Die NÖLB betreut auch die Bibliothek des NÖ Landesarchivs mit.

### Verordnungen und Gesetze
In der Sitzung am 30. September 1997 hat die Niederösterreichische Landesregierung die Bibliotheksordnung für die Niederösterreichische Landesbibliothek beschlossen, die einen Tag später in Kraft getreten ist. Am selben Tag ist auch die vom Bibliotheksdirektor erlassene Benützungsordnung über die Benützung der Bestände und der Einrichtungen der NÖLB in Kraft getreten.
Seit 1981 müssen österreichische Medieninhaber (bzw. Hersteller) jeder erschienenen (bzw. hergestellten) Druckschrift nach 
§ 43 BGBl 314/1981 eine bestimmte Anzahl an Pflichtexemplaren an die Österreichische Nationalbibliothek und zweitens an bestimmte Universitäts-, Studien- oder Landesbibliotheken abliefern. Nach den heute (2013) geltenden Regelungen erhält die NÖLB von jeder niederösterreichischen Publikation zwei Exemplare (bei Periodika drei).

## Katalog, EDV und Regelwerke

### Bandkatalog, Zettelkatalog, Preußische Instruktionen, bis 1984
Bis 1968 wurden die Medien in einem Bandkatalog verzeichnet. Dazu wurde jedes Medium handschriftlich und in alphabetischer Reihenfolge in den entsprechenden Band des Katalogs eingetragen; auch für die Autoren gab es einen eigenen Katalog, der nach hauseigenen Regeln in 200 Fachgruppen unterteilt war. Erst 1969 wurde der Bandkatalog abgeschafft und ein Zettelkatalog eingeführt, der von Beginn an dem Bibliothekarischen Regelwerk der Preußischen Instruktionen folgte. Die Preußischen Instruktionen waren von anderen österreichischen Großbibliotheken bereits seit 1930 verwendet worden. Von 1979 bis 1985 wurde der alte Bandkatalog auf den neuen Zettelkatalog abgeschrieben.
Der älteste erhaltene Katalog ist ein Verzeichnis der in der Büchersammlung der n.ö. Herren Stände vorhandenen Bücher und Manuskripte, das nach Veranlassung um 1855 von Carl Markl verfasst wurde. Das Verzeichnis ist handgeschrieben und enthält rund 1600 Titel (samt ihren Standorten) in alphabetischer Reihenfolge. 1874 erschien der erste gedruckte Bandkatalog Katalog der Niederösterreichischen Landesbibliothek in Wien. Er enthält rund 2800 Titel in 5900 Bänden sowie Verzeichnisse der Landkarten, Pläne und bildlichen Darstellungen. Weitere gedruckte Bandkataloge erschienen 1947 und 1969, der Bandkatalog Numerus-currens-Katalog war bis 1984 in Verwendung.
Die einzelnen Karten des Zettelkatalogs mussten bis zu dessen Ende nach den Preußischen Instruktionen angeordnet werden. Andernfalls hätte man ihn 1984 nach der Einführung neuerer Regelwerke komplett neu schreiben und neu ordnen müssen. Der Zettelkatalog bestand aus maschingeschriebenen Kärtchen und war doppelt vorhanden: der Publikumskatalog war von Verlusten und Verreihung der Kärtchen betroffen und wurde bei Bedarf anhand des so genannten Beamtenkatalogs wieder in Ordnung gebracht.

### Einführung der EDV und neuere bibliothekarische Regelwerke, ab 1984
Nach der frühen Einführung der Elektronischen Datenverarbeitung ab 1984 wurde von den Preußischen Instruktionen auf die Regeln für die alphabetische Katalogisierung in wissenschaftlichen Bibliotheken (RAK-WB) umgestellt. Nicht lange nach der Einführung der RAK-WB für das alphabetische Katalogisieren, wurde auch ein modernes Regelwerk zum Katalogisieren nach Schlagwörtern eingeführt, nämlich die Regeln für den Schlagwortkatalog (RSWK). 2005 wurde neben den RSWK ein zweites Regelwerk zur Sacherschließung eingeführt, die Dewey-Dezimalklassifikation. Zum Metadatenaustausch mit anderen Bibliotheken wurde zunächst das Maschinelle Austauschformat für Bibliotheken angewandt, seit 2012 das Machine-Readable Cataloging. Auch die üblichen Normdateien finden in der NÖLB Verwendung. Dabei hat man seit 2012 auch in St. Pölten begonnen, die Gemeinsame Körperschaftsdatei (GKD), die Personennamendatei (PND) und die Schlagwortnormdatei (SWD) durch die Gemeinsame Normdatei (GND) zu ersetzen. In naher Zukunft wird wohl das neue Regelwerk Resource Description and Access (RDA) übernommen werden.
Bereits 1984 wurde damit begonnen, einen elektronischen Katalog aufzubauen, und zwar in der Form einer nicht relationalen Datenbank. Das Erfassungssystem war eine Eigenentwicklung der EDV der Landesverwaltung in Kooperation mit der NÖLB. Seit 1986 wurde das Volltext-Retrievalsystem IBM Storage and Information Retrieval System (STAIRS) angewandt; anfangs auf einem Host, auf den die Bibliotheksmitarbeiter über ihre Terminals zur Recherche zugreifen konnten. Zur Einpflegung der Bibliotheksstücke in die elektronische Datenbank wurden die Daten jedes neuen Buches in einem Katalogisat erfasst. Dieses Katalogisat war dann in der Datenbank BIBL (für den Bestand ab dem Erwerbungsjahr 1984) auffindbar und wurde darüber hinaus auch ausgedruckt und in den weiterhin bestehenden Zettelkatalog einsortiert. Die vor der Einführung der EDV im Jahr 1984 vorhandenen Bibliotheksstücke wurden in der zweiten Datenbank HIST erfasst (BIBL und HIST bildeten zusammen den Verbund DABI), dazu mussten die alten Band- und Zettelkataloge durch Abtippen in die Datenbank eingearbeitet werden (Retrokonversion). Die NÖLB setzte hierfür teils gehörlose Hilfskräfte ein. Die Retrokonversion wurde bereits abgeschlossen, sodass der elektronische Katalog – im Gegensatz zu Katalogen anderer Bibliotheken – den gesamten Bibliotheksbestand enthält und den Zettelkatalog vollständig abgelöst hat. Die Benutzer der Bibliothek konnten zur Recherche nicht selbst, aber über die zuständigen Beamten auf die Terminals und damit die Datenbanken zugreifen, wobei auch die niederösterreichischen Bezirkshauptmannschaften über solche Terminals verfügten.
Ein Fortschritt war Anfang 1994 der Umstieg auf ein Integriertes Bibliothekssystem, mit dessen Hilfe von nun an fast alle Arbeitsschritte (Erwerbung, Katalogisierung und ab 1997 auch die Ausleihe) durchgeführt wurden. Alle neuen Medien wurden ab 1994 in einer neuen Datenbank, ebenfalls mit dem Namen BIBL, erfasst. Die dazu angewandte Software hieß BIS-C und stammte von der Firma DABIS GmbH. Dieses Unternehmen erhielt auch den Auftrag, die alten Datenbanken BIBL und HIST in eine eigene Datenbank ALTD zu konvertieren. Seit 1994 wurden auch die RAK-WB, die RSWK und die verschiedenen Normdateien konsequent angewandt. Der Zettelkatalog wurde endgültig eingestellt und durch einen OPAC ersetzt. Im April 1998 ging der OPAC online und ist seitdem über Internet abrufbar. Während des Umzugs nach St. Pölten wurden die Altdaten (vor 1994) überarbeitet und unter Integration der Normdateien PND, GKD und SWD mit den Neudaten (nach 1994) fusioniert. Nach Abgleichung der alten Datensätze, der neuen Datensätze und der Normdateien blieben von 45.000 Personendatensätzen in den Altdaten nur 26.000 übrig. Insgesamt wurden die einst 75.000 Datensätze auf nur noch 28.400 bereinigt.
Die Bestände der NÖLB sind auch über Verbundkataloge recherchierbar. Zwar ist sie nicht Mitglied des Österreichischen Bibliothekenverbunds, seit 1999 findet man ihre Objekte aber über den Katalog der Landesbibliotheken (LBB) und seit 2003 über den Karlsruher Virtuellen Katalog. 2013 wurde ein neuer OPAC in Betrieb genommen, über den die Druckschriften, Sammlungsobjekte und weitere Bestände auffindbar sind.
Seit 2004 arbeiten Angestellte der NÖLB im Rahmen des Österreichischen Normdatenverbunds an der Redaktion von Normdaten der Deutschen Nationalbibliothek mit und haben dort bis 2013 über 30.000 Datensätze eingebracht.

## Geschichte

### Von der Gründung als Büchersammlung der niederösterreichischen Stände bis zum 20. Jahrhundert
| Jahr | Budget       |
| ---- | ------------ |
| 1842 | 100 Gulden   |
| 1883 | 1.000 Gulden |
| 1890 | 4.000 Gulden |

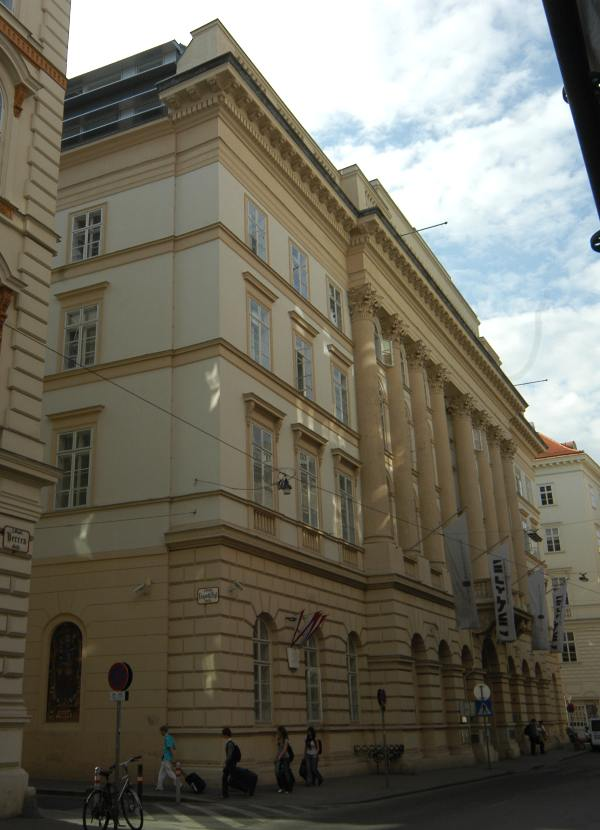
Das ehemalige Niederösterreichische Landhaus in der Wiener Herrengasse, heute Palais Niederösterreich, war bis 1967 Sitz der NÖLB.

Als Gründungsdatum gilt der 21. Juni 1813, an dem Landmarschall Josef von Dietrichstein den Landschaftssyndikus Karl Edler von Schreyber in einem Erlass beauftragte, alle bei den niederösterreichischen Landständen vorhandenen Bücher in einem Raum aufstellen und ein Bücherverzeichnis anlegen zu lassen. Diese Büchersammlung war das gemeinsame Eigentum aller Stände, befand sich zunächst im Prälatensaal des Niederösterreichischen Landhauses in der Wiener Herrengasse 11 und umfasste 88 Bände. Die Sammlung ist die Keimzelle des heutigen Buchbestands. Die Bibliothek war von Anfang an eine Amtsbibliothek, damals der drei Landstände des Klerus, des Hohen Adels und der Städte.

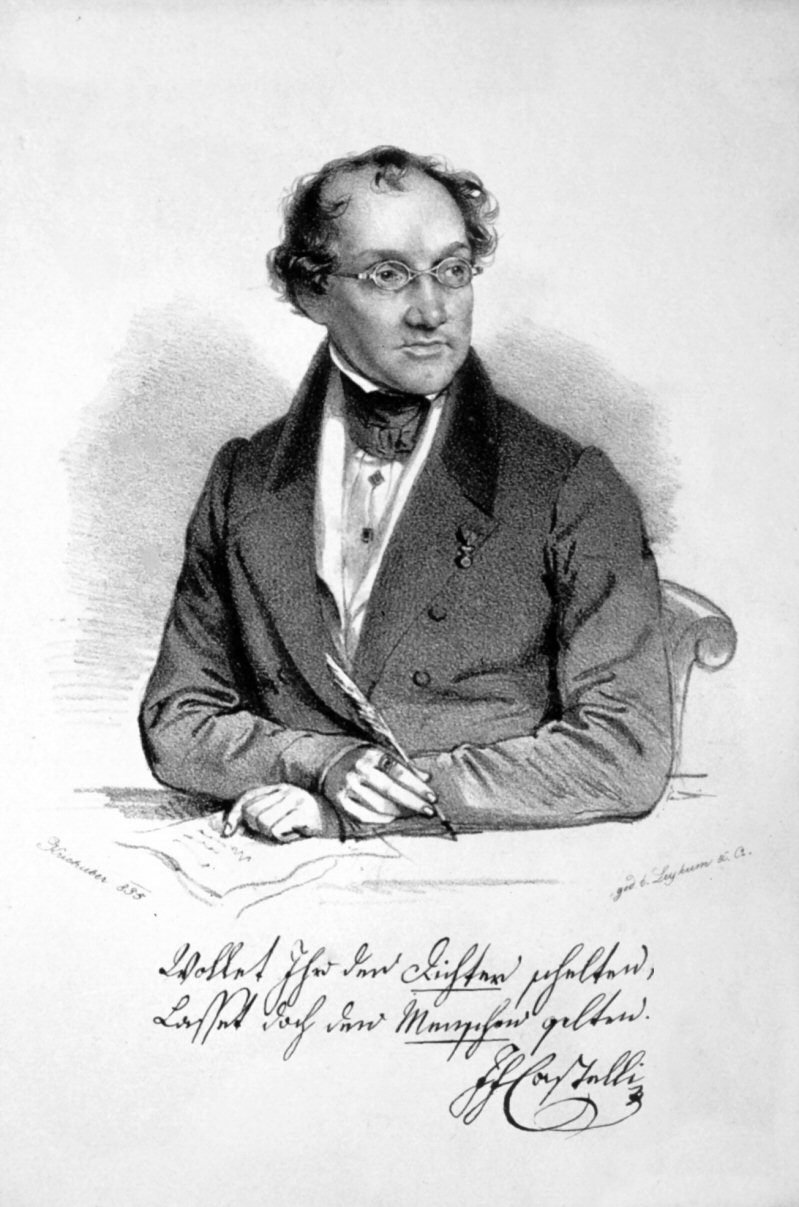
Ignaz Franz Castelli war ab 1833 Leiter der Landesbibliothek, Lithographie von Joseph Kriehuber, 1835

Im Jahr 1823 wurde die 123 Bände umfassende und bis dahin unabhängige Bibliothek des Ritterstands in die gemeinsame Bibliothek der Stände übernommen. Diese Ritterstandsbibliothek war ursprünglich eine Schenkung des Landuntermarschalls der Landstände und Präses des Ritterstandes Johann Joachim von Aichen, die zwischen 1717 und 1729 erfolgt war. 1826 übernahm man den 200 Bände umfassenden Nachlass des Genealogen Franz Karl Wißgrill, im Jahr 1833 wurde der Schriftsteller Ignaz Franz Castelli Leiter der Bibliothek.
Infolge der Revolution 1848 wurde die ständische Struktur des Landes Niederösterreich durch eine zentralistische Ordnung ersetzt und in einem Collegial-Decret vom 25. Oktober 1852 die Landesbibliothek dem Landschafts-Registratur-Direktor unterstellt. 1861 löste der Landtag von Niederösterreich die Stände ab und die Landesverwaltung wurde autonom, seit diesem Jahr hieß die Bibliothek offiziell Landesbibliothek. 1874 erschien der erste gedruckte Katalog mit etwa 2800 Titeln und 5900 Bänden, außerdem legte man Vorschriften für die Bibliotheksbenutzung fest. Zur Benutzung berechtigt waren Mitglieder des Land- und Reichsrates sowie Landesbeamte, Ärzte, Professoren und Lehrer der Landesanstalten, in Ausnahmefällen auch k.k. Behörden und einzelne vertrauenswürdige Personen. Für den Buchankauf hatten die Landstände ab 1842 jährlich 100 Gulden genehmigt, 1883 wurde das Jahresbudget auf 1000 Gulden erhöht, 1890 auf 3000 Gulden. Die Sondersammlungen erhielten seit 1890 1000 Gulden. Der Bestand umfasste 1885 bereits 11.294 Bände.

### Vereinsbibliothek des Vereins für Landeskunde von Niederösterreich und Einrichtung der Sondersammlungen
Der Verein für Landeskunde von Niederösterreich wurde 1864 gegründet, aufgrund eines Landtagsbeschlusses von 1886 wurde seine Bibliothek der NÖLB übergeben. Seit dieser Übernahme von 1300 Monographien und zahlreichen Periodika bilden niederösterreichische Landeskunde, Heimatkunde, Volkskunde, Geschichte und Kunstgeschichte einen Schwerpunkt der NÖLB. Der Verein stellt seine Publikationen der NÖLB kostenlos zur Verfügung, welche diese auch zum Schriftentausch nützt, wodurch sie Publikationen von Tauschpartnern kostenlos als Gegengabe beziehen kann. Die NÖLB wurde so bereits früh eine der wichtigsten landeskundlichen Forschungsstätten in Wien. 1886 wurde auch der erste Schritt in Richtung öffentliche Bibliothek gesetzt, da die etwa 1000 Vereinsmitglieder das Entlehnrecht der bis dahin exklusiven Amtsbibliothek erhielten. Den historischen Grundstock der heutigen Kartensammlung bilden 353 Pläne und 210 Landkarten, um die man den bisherigen Buchbestand 1886 nach einem Auftrag des Landesausschusses erweitert hatte. Zwei Jahre später, 1888, wurde mit dem Ankauf von rund 5800 topographischen Ansichten aus der Sammlung Franz Kutscheras und 1100 topographischen Ansichten und Kartografien aus der Sammlung Emil Hütters auch der bisher kleine Bestand an historischen Ansichten erheblich erweitert und so die Entstehung der heutigen Topographischen Sammlung in die Wege geleitet.

### Bestandsaufnahme von 1904, Bestandsabtretungen und die NS-Zeit
1904 umfasste der Bestand rund 20.000 Bände auf 7200 Signaturen, 7000 Blätter mit topographischen Ansichten, 600 Blätter mit Ansichten von Bildstöcken, 1900 Blätter mit Porträts und 1600 Landkarten und Pläne. Der Historiker Max Vancsa war von 1910 bis 1923 Direktor des Landesarchivs und der NÖLB, 1925 hat er einen Text zur NÖLB verfasst.
Als Wien 1922 ein selbständiges Bundesland wurde, musste die NÖLB Bestände zu Wiener Themen an Sammlungen der Stadt Wien abtreten. Im gleichen Jahr übersiedelte die Bibliothek in das Erdgeschoß der Herrengasse 13. Zu einer weiteren Abtretung kam es Ende der 1930er Jahre, als die Nationalsozialisten Wien um Teile Niederösterreichs erheblich vergrößerten (siehe Groß-Wien). Zahlreiche Objekte wanderten in der Folge an das Historische Museum der Stadt Wien (heute Wien Museum). Trotz der erneuten Verkleinerung Wiens wurden diese Bestände nach 1954 nicht rückgeführt. Während der NS-Zeit trug die Landesbibliothek den Namen Bibliothek des Reichsgaues Niederdonau und bildete eine selbständige Abteilung innerhalb der Landesverwaltung. Im Zuge der Luftangriffe auf Wien wurden 1944 die 40.000 Bände des Hauptbestandes ins sichere Waldviertler Stift Zwettl evakuiert. Bereits kurz nach Kriegsende, 1946, hat man diese Exemplare wieder zurücktransportiert und die NÖLB den Betrieb wieder aufgenommen. In den Jahren 1945 bis 1947 sind 1300 Bände an verbotener nationalsozialistischer Literatur ausgeschieden und der Universitätsbibliothek Wien übergeben worden, weitere 4000 der Österreichischen Nationalbibliothek (1955 großteils rückgeführt).

### Erhalt der Sondersammlungen, von der ersten bis zur zweiten Übersiedelung
Den Weiterbestand der Sondersammlungen sicherte sich die NÖLB unter dem Bibliotheksleiter Josef König. Da Sondersammlungen über die Druckschriften hinaus, jeder Bibliothek eine je eigene Charakteristik geben würden, missachtete man einen später revidierten Landtagsbeschluss von 1966, der vorsah, die beiden Sondersammlungen der Topographien und Landkarten ans Landesmuseum Niederösterreich abzutreten.

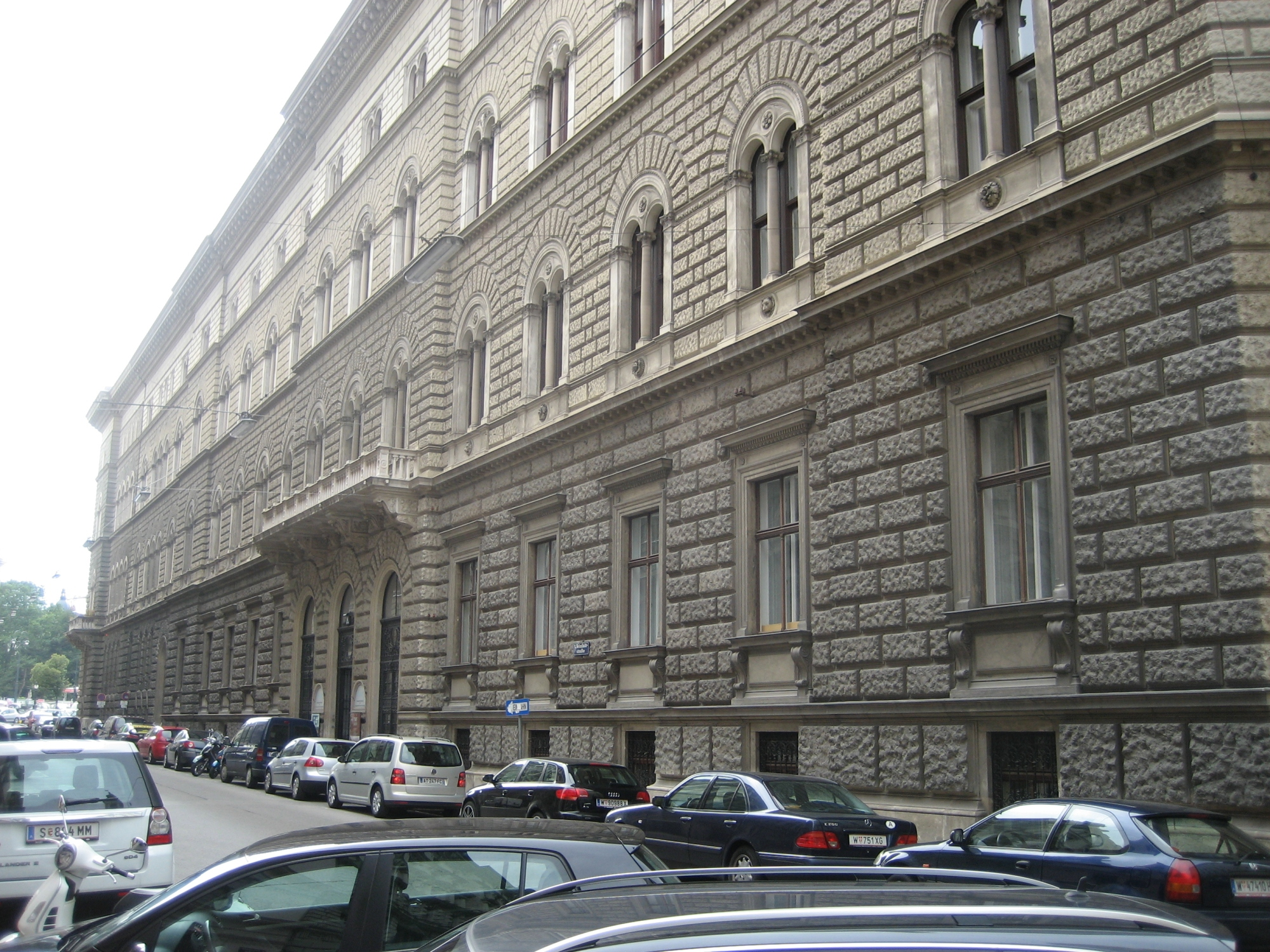
Der ehemalige Eingang zur NÖLB in der Teinfaltstraße 8 im 1. Wiener Gemeindebezirk

Aufgrund der durch Zuwächse entstandenen Raumnot wurde die NÖLB – gegen den Widerstand ihres Leiters Josef König – 1967 von der Herrengasse 13 in das Gebäude Teinfaltstraße 8 (ehemalige Bodencreditanstalt) übersiedelt. Seit der späteren Weiterübersiedelung nach St. Pölten befindet sich in den Räumlichkeiten in der Teinfaltstraße der Zeitschriftensaal der Universitätsbibliothek Wien. 1969 gab es bereits rund 95.000 Bände, Anfang der 1980er Jahre wurden durch ein neues Mediengesetz die auch an die Landesbibliothek abzuliefernden Pflichtexemplare eingeführt. Um 1960 erweiterte die NÖLB ihren Bestand um die Bibliotheken des Geologen Josef Stini und Richard Kurt Donins.
Die Restaurierungswerkstätte ging 1969 in Betrieb, im gleichen Jahr führte man erstmals einen Zettelkatalog ein und übernahm die Preußischen Instruktionen. Seit 1984 wird mit Elektronischer Datenverarbeitung gearbeitet und werden aktuellere bibliothekarische Regelwerke angewandt.
Der Gesamtbestand zählte 1992 rund 83.000 Titel in 156.000 Bänden, dazu 72.000 Objekte der Topographischen Sammlung (davon 51.000 Ansichtskarten und Fotografien), 13.000 Objekte der Kartensammlung, 33.000 Objekte der Burgenkundlichen Sammlung, 3700 Porträts, 600 Flugblätter, 400 Exlibris sowie rund 350 Kupferplatten und Druckstöcke.

### Seit der zweiten Übersiedelung 1996
1986 wurde St. Pölten zur neuen Landeshauptstadt Niederösterreichs und der Großteil der Landesregierungsdienststellen übersiedelte von Wien dorthin. Die NÖLB schloss im Herbst 1996 und begann ihren ein Jahr dauernden Umzug. In diesem Zeitraum bereinigten die Angestellten die im Katalog vorhandenen Datensätze. Am 1. Oktober 1997 wurde die neue Bibliothek in St. Pölten eröffnet. Vor der Übersiedelung versuchten Studenten und Lehrende mit Petitionen zu erreichen, dass die Bibliothek oder zumindest eine Außenstelle doch in Wien verbleibt. Seit 1998 ist die Online-Recherche im Katalog möglich, auch können registrierte Benutzer kostenlos Bücher über Postversand entlehnen. Nur Werke, die vor 1900 erschienen sind (sowie Zeitungen, Zeitschriften und Objekte der Sondersammlungen), sind von Wien aus nicht einsehbar, da sie nur vor Ort benützt werden dürfen (siehe Präsenzbestand).
Mit der Übersiedelung nach St. Pölten haben sich nicht nur die Zielgruppe, sondern auch die Aufgaben der NÖLB geändert. Besuchten in Wien vor allem Studenten der umliegenden Universitäten, Niederösterreich-Forscher und Wiener Leser die Bibliothek, musste sich in St. Pölten erst ein neues Publikum entwickeln. Da sich in Wien mit der Österreichischen Nationalbibliothek und der Universitätsbibliothek Wien zwei gut erreichbare Großbibliotheken in der Nähe der NÖLB befanden, war das Budget der NÖLB im Vergleich zu anderen österreichischen Landesbibliotheken bescheiden und der Buchbestand war stark auf die niederösterreichische Landeskunde spezialisiert. Mit der Übersiedelung nach St. Pölten war die Umstellung von einer Spezialbibliothek zu einer allgemeinen wissenschaftlichen Universalbibliothek verbunden (noch dazu handelte es sich beim Raum St. Pölten um eine bibliotheksmäßig unterversorgte Region), darüber hinaus musste besonders juristische Fachliteratur für den Gebrauch durch die Beamten nachgekauft werden, die bis dahin von den beiden Großbibliotheken entlehnt worden war. Zum Ausbau des Buchbestands wurde das Budget für Neuankäufe stark aufgestockt. So hat der Träger die zur Verfügung stehenden Mittel für den Sachaufwand seit 1989 laufend erhöht, 1995 war der Betrag bereits doppelt so hoch wie 1989. Von 1995 bis 1999 erhielt man rund 145.000 Euro für den Sachaufwand, in den Jahren 2000 und 2001 waren es rund 160.000 Euro.
2007 wurde die Bibliothekskompetenz NÖ Mitte als Kooperationsplattform mehrerer wissenschaftlicher Bibliotheken des niederösterreichischen Zentralraumes gegründet. Kooperationen bestehen darüber hinaus mit der Fachhochschule St. Pölten, der Privatuniversität der Kreativwirtschaft, katalogisate online sowie dem Kulturpool. 2009 wurde das sogenannte Kulturdepot in St. Pölten an der Adresse Schanze 5 eröffnet, das der NÖLB zusätzliche Magazinsflächen mit etwa 7500 Regalmetern bietet.